# اوسترند (لیتنسرادیل)
ایسترین (به هلندی: Oosterend) یک منطقهٔ مسکونی در هلند است که در لیتنسرادیل واقع شده‌است. ایسترین ۹۶۴ نفر جمعیت دارد.